# Chrysozephyrus alpinus
Chrysozephyrus alpinus är en fjärilsart som beskrevs av Siuiti Murayama 1954. Chrysozephyrus alpinus ingår i släktet Chrysozephyrus och familjen juvelvingar. Inga underarter finns listade i Catalogue of Life.